# توم والش (سياسي)
توم والش (بالإنجليزية: Tom Walsh)‏ هو سياسي أمريكي، ولد في 16 أبريل 1949.